# UoIF Matteuspojkarna
UoIF Matteuspojkarna ist ein 1915 gegründeter schwedischer Sportklub aus Stockholm.

## Geschichte
Der Verein wurde am 15. Mai 1915 gegründet. Die mittlerweile aufgelöste Eishockeyabteilung von UoIF Matteuspojkarna nahm von 1932 bis 1935 an der Elitserien, der damals höchsten schwedischen Spielklasse, teil. In der Saison 1936/37 sowie in der Saison 1942/43 nahm die Mannschaft an deren Nachfolgeliga Svenska serien i ishockey teil. Von 1946 bis 1950 sowie in den Spielzeiten Saison 1951/52 und Saison 1956/57 trat der Verein jeweils in der Division 1 an. Darüber hinaus nahm der Verein von den 1920er bis zu den 1950er Jahren regelmäßig an der damals noch im Pokalmodus ausgetragenen schwedischen Meisterschaft teil. 
Die Handballabteilung nahm in der Saison 1968/69 an der Elitserien i handboll för herrar teil. In der Saison 2012/13 spielt sie in der Division 3. 

## Bekannte Sportler
- Lars Svensson (Eishockey)